# Hydnophytum hahlii
Hydnophytum hahlii är en måreväxtart som beskrevs av Karl Rechinger. Hydnophytum hahlii ingår i släktet Hydnophytum och familjen måreväxter. Inga underarter finns listade i Catalogue of Life.